# 巴內特肖爾斯 (喬治亞州)
巴內特肖爾斯（英語：Barnett Shoals）是位於美國喬治亞州奧康尼縣的一個鬼鎮。由於此地已於1995年被荒廢，本地已無人居住。

## 地理
巴內特肖爾斯的座標為33°50′33″N 83°18′42″W / 33.84250°N 83.31167°W，而該地的平均海拔高度為170米（即558英尺）。